# Michael Durrell
Michael Durrell, nato Sylvester Salvatore Ciraulo (Brooklyn, 6 ottobre 1943), è un attore statunitense.

## Filmografia parziale

### Cinema
- Grazie a Dio è venerdì (Thank God It's Friday), regia di Robert Klane (1978)
- The American Success Company, regia di William Richert (1980)
- Prossima fermata: paradiso (Defending Your Life), regia di Albert Brooks (1991)
- Sister Act - Una svitata in abito da suora (Sister Act), regia di Emile Ardolino (1992)
- Barry Munday - Papà all'improvviso (Barry Munday), regia di Chris D'Arienzo (2010)

### Televisione
- Kojak – serie TV, 2 episodi (1976-1977)
- L'impareggiabile giudice Franklin (The Tony Randall Show) – serie TV, 3 episodi (1976-1978)
- L'uomo di neve (When Every Day Was the Fourth of July) – film TV (1978)
- Mrs. Columbo – serie TV, 3 episodi (1979)
- Nobody's Perfect – serie TV, 8 episodi (1980)
- Bolle di sapone (Soap) – serie TV, 4 episodi (1980)
- I'm a Big Girl Now – serie TV, 11 episodi (1980-1981)
- Shannon – serie TV, 9 episodi (1981-1982)
- Romance Theatre – serie TV, 5 episodi (1982)
- V - Visitors (V) – serie TV, 2 episodi (1983)
- V: The Final Battle – serie TV, 3 episodi (1984)
- Visitors (V) – serie TV, 2 episodi (1984)
- Hill Street giorno e notte (Hill Street Blues) – serie TV, 5 episodi (1983-1987)
- Santa Barbara – soap opera, 84 puntate (1987-1988)
- Matlock – serie TV, 22 episodi (1986-1992)
- Alien Nation: Dark Horizon – film TV (1994)
- Beverly Hills, 90210 – serie TV, 32 episodi (1993-2000)
- Magma - Disastro infernale (Magma: Volcanic Disaster) – film TV (2006)
- Desperate Housewives – serie TV, 3 episodi (2006)
- Grace and Frankie – serie TV, 2 episodi (2016-2018)

## Doppiatori italiani
Nelle versioni in italiano delle opere in cui ha recitato, Michael Durrell è stato doppiato da:
- Renato Cortesi in Santa Barbara
- Raffaele Uzzi in Prossima fermata: paradiso
- Sergio Matteucci in Sister Act - Una svitata in abito da suora
- Ambrogio Colombo in Law & Order - I due volti della giustizia
- Emilio Cappuccio in Mental
- Gabriele Martini in Desperate Housewives